# Spes non confundit
Spes non confundit (en français : L'espérance ne déçoit pas) est une bulle d'indiction proclamant  une année sainte ordinaire, le jubilé 2025, placé sous le signe de l'espérance. Ce document a été promulgué le 9 mai 2024, en la solennité de l'Ascension.